# 페비타 피어스
페비타 피어스(Pevita Pearce, 1992년 10월 6일 ~ )는 영국, 인도네시아의 배우이다.